# Cold Ash
Cold Ash – wieś w Anglii, w hrabstwie ceremonialnym Berkshire, w dystrykcie (unitary authority) West Berkshire. Leży 21 km na zachód od centrum miasta Reading i 80 km na zachód od centrum Londynu.